# 中尾一貴
中尾 一貴（なかお かずき、1975年8月6日 - ）は、日本の男性ミュージシャン、俳優、声優。鳥取県出身。バンドGrin'spacy（グリンスペイシー）のヴォーカル。
2015年11月25日付けで、AIR AGENCYとしばらくの間、業務提携（フリー）していた。

## 人物

### 不祥事
2023年9月13日、羽田空港内で80代女性から手提げバッグを奪い、追い掛けてきた60代男性に怪我をさせたとして、同年10月5日までに強盗致傷の疑いで逮捕された（その後2024年3月5日に不起訴処分）

## 出演

### 吹き替え

#### 担当俳優
ジョエル・キナマン
- ウィンターストーム　雪山の悪夢（エリオット）
- THE INFORMER/三秒間の死角（ピート・コズロー）
- 29歳からの恋とセックス（ルーク・ウィルトン）
- ロボコップ(2014)（アレックス・マーフィ / ロボコップ）

#### 映画（吹き替え）
- あなたの初恋探します（ジョンムク）
- エヴァリー（死人〈アキー・コタベ〉）
- エンド・オブ・キングダム (カムラン・バルカウィ〈ワリード・ズエイター〉)
- オンリー・ゴッド（ビリー〈トム・バーク〉）
- カムバック!（ミッキー）
- 記憶探偵と鍵のかかった少女（トム・オルテガ〈アルベルト・アンマン〉）
- キラー・エリート（マイアー〈エイデン・ヤング〉）
- クラウド アトラス（ミュージシャン、フィンチ、ホッチキス）
- グリフィン家のウエディングノート（アンドリュー〈カイル・ボーンハイマー〉）
- クレイジー・ハート
- 黒い家（キム刑事）
- ゴーン・ガール（トミー・オハラ〈スクート・マクネイリー〉）
- ザ・コール 緊急通報指令室（マイケル〈マイケル・エクランド〉）
- 殺人の啓示 〜死を誘う男〜（サイモン〈クリストファー・ハイアーダール〉）
- 史上最悪の学園生活（テラー先生〈アダム・パリー〉）
- ジャッジ 裁かれる判事（C・P・ケネディ〈ダックス・シェパード〉）
- 水滸英雄伝・一丈青扈三娘（石秀）
- スナイパー5（デビッド・シンプソン）
- SEXテープ（ハンク〈ロブ・ロウ〉）
- 捜査官X（シュー・クン〈谷垣健治〉）
- ゾンビシャーク 感染鮫（ジェナー・ブラントン〈ロス・ブリッツ〉）
- ダークスカイズ（ホルコム）
- ダークナイト（SWAT）※テレビ朝日版
- 大秦帝国/第一章〜最終章（景監）
- 12 DISASTERS（ケイン、グラント）
- 12 ラウンド/リローデッド（ジェイ）
- 唐山大地震（医師）
- バイオハザードV リトリビューション ※テレビ朝日版
- HACHI 約束の犬
- 母なる証明（ジョント）
- FAME（アンディ）
- 復讐捜査線（ケイジ）
- フライング・ギロチン（スー）
- ホーム・アローン5（スティーブ）
- マイSPパートナー
- マジック・イン・ムーンライト（ブライス〈ハミッシュ・リンクレイター〉）
- マップ・トゥ・ザ・スターズ（スタール）
- 幻のアトランティス（スティーブドレ）
- マリリン 7日間の恋（ミルトン・H・グリーン〈ドミニク・クーパー〉）
- ムード・インディゴ（警部、所長）
- ラビット・ホール（ケヴィン）
- リミットレス（ルーベン）
- ルノワール陽だまりの娼婦（ピエール）
- レイン・フォール/雨の牙
- ROGER CORMAN´S OPERATION（アジズ）
- 私が愛したヘミングウェイ（パコ・ザラ〈ロドリゴ・サントロ〉）
- ワン チャンス（デク）

#### ドラマ
- アメリカン・ホラー・ストーリー（パトリック〈テディ・シアーズ〉）
- ALPHAS/アルファズ（キャメロン・ヒックス〈ウォーレン・クリスティー〉）
- イ・サン（カン・ソッキ〈チャン・ヒウン〉）
- ウェアハウス4（トーマス、ランベス、ネイト、パーセル、ロッジ）
- エレメンタリー2 ホームズ&ワトソン in NY（ジェフ、エズラ）
- 王女の男（チルガプ）
- オレのことスキでしょ。（ク・ジョンウン）
- 風の国（クェユ〈パク・サンウク〉）
- 奇皇后 〜ふたつの愛 涙の誓い〜（スリ）
- THE KILLING〜闇に眠る美少女〜（リック）
- 階伯〔ケベク〕（ヨン・テギョン〈チョン・ギソン〉、ナムジョ、チョルトゥ）
- ゴールドバーグ（ブルース、トーントーン）
- コバート・アフェア シーズン4（ゲリー、ジャクソン弁護士、レイモンド）
- ザ・ファーム 法律事務所（ウィルソン）
- シェキラ!（イトウ）
- 主君の太陽（ユ・ジヌ）
- 私立探偵ヴァルグ2（ヤコブ）
- スーパーナチュラル
  - シーズン9（ハガティ、ジョー）
  - シーズン10（魔法使い）
- ストライクバック:極秘ミッション（ラズロ）
- ストレイン 沈黙のエクリプス（マスター、ビショップ、アロンソ・クリーム）
- スリーピー・ホロウ シーズン2（コルビー）
- 製パン王 キム・タック（コ・ジェボク〈パク・ヨンジン〉）
- Zネーション（チャールズ・ガーネット〈トム・エヴェレット・スコット〉）
- セルフリッジ 英国百貨店（エドワード7世）
- タイタニック 愛と偽りの航海（ジム・マロニー〈ピーター・マクドナルド〉）※WOWOW
- 太王四神記
- チャームド 〜魔女3姉妹〜
- 朱蒙（オイ〈ヨ・ホミン〉）
- TSUNAMI
- 善徳女王（ヨンチュン〈ト・イソン〉、パグィ〈チャン・ヒウン〉）
- TRANSPARENT/トランスペアレント（ジョシュア）
- ナイトメア（ブランソン）
- ナイトライダーNEXT（ビリー・モーガン〈ポール・キャンベル〉）
  - ナイトライダー・リメイク版（ニック）
- 根の深い木 〜世宗大王の誓い〜（ユン・ピョン〈イ・スヒョク〉、チョン・ドゥンニョン、オクトリ、ユン・ソジン、ユン・ピル、ナム・サチョル）
- PERSON of INTEREST 犯罪予知ユニット
  - シーズン3（トーク、アジズ）
  - シーズン4（ミッキー）
- 馬医（ユン・テジュ〈チャン・ヒウン〉、マルボク）
- HAWAII FIVE-0（ニューマン）
- ハリーズ・ロー 裏通り法律事務所（オールデン）
- フォーリング・ウォーター（タカ・マツヤマ〈ウィル・ユン・リー〉）
- 富士ガリバー王国人形アフレコ出演
- 武神（チョ・スクチャン）
- 恐竜SFドラマ プライミーバル（ベッカー大蔚）
- HOMELAND/ホームランド（マイク・フェーバー〈ディエゴ・クラテンホフ〉）
- ホジュン（チョン・テウン）
- ボディ・オブ・プルーフ3 死体の証言（セルゲイ）
- ライ・トゥ・ミー 嘘は真実を語る #4（ハン・ヨンテ〈ブライアン・ティー〉）
- ライ・トゥ・ミー 嘘は真実を語る シーズン3 #5（ジャック）
- ラブレイン（課長）
- リゾーリ&アイルズ2（予告ナレーション 他）
- LAW & ORDER:性犯罪特捜班（クリアリー）
- 私の期限は49日（ノ・ギョンビン）
- 私はラブ・リーガル5（ケイン教授）
- 私も、花（カン）

### ナレーション
- ヴィヨンの妻 〜桜桃とタンポポ〜 特典映像ナレーション
- 海外ドラマリゾーリ＆アイルズ 番宣ナレーション
- 医療系PV
- 経済産業庁PV

ほか...

### アニメ
- 雪の女王（ベガルド）
- アルティメット・スパイダーマン（ホークアイ）
- マックス・ヒーローズ (教授〈クリストファー・ロイド〉)
- アベンジャーズ・アッセンブル（ホークアイ）
- ボージャック・ホースマン（ミスターピーナツバター）
- ALL OUT!!（兵主進乃介[4]）
- ブラッククローバー（2017年 - 2021年、神父[5]）
- 魔法が解けて(洋題：Disenchantment)（マーキマー）
- サザエさん

### ボイスオーバー
- 世界・神秘の道をゆく
- ホテル・ヘル
- アンダーカバーボス4
- アンダーカバーボス (グレッグ)
- ローマ街道物語

### テレビ
- 17才夏。（健太）
- 情報!もぎたてサラダ
- ショコラ（朝倉修造）
- その時歴史が動いた」（浅野内匠頭）
- 高知スペシャルドラマ 愛・誰かのために
- TXスペシャルドラマ 大合併
- 土曜ワイド劇場
  - 温泉 (秘) 大作戦2（島正一）
  - 京都のテミス女裁判官2
  - ラーメン刑事「龍」の殺人推理5（柴田俊弥）
- トロトロでいこう!
- 夢縁坂骨董通り（相田誠）

### Vシネマ
- 筋モンリーグ（溝口景俊）
- 修羅の荒野 vol.1、5、6、7、8(完結編)（水沼義輝）
- 新・誠への道 vol、2、3（水谷）
- 血の涙（水口）
- ハングリーハート vol.1、2（桜井邦男）（劇中主題歌「反撃ノ狼煙」）

### 映画
- カブトムシ
- 九転十起の男
- 東京ムーンライトセレナーデ
- パッチギ

### CM
- 大阪労働保険
- 中古車センターガリバー
- 高知国民保険
- NISSOイメージモデル

### 舞台
- 新宿コマ、新歌舞伎座にて「天童よしみ特別公演」『留吉』役
- K's倶楽部プロデュース『夢 時空を越えて』（主役）
- 演とらプロデュース「バーチゴ」梶尾実 役
- 劇団「東芸」復活公演出演
- 一人芝居「孤演亭」レギュラー出演
- 客演「ゆにっと」

### ラジオ
- 東京FMラジオドラマ「リバーサイドカフェ」(麻倉文平)
- FMラジオ「サウンドハーバー」
- FMラジオ「巷の絶対安全日」
- ゆうせんAE39ch「インディーズネットワーク」レギュラー
- FMラジオ「グリスペのインディーズネットワーク」
- AMラジオ「福山雅治のオールナイトニッポン」

### CD
- オムニバスアルバム「Clip Mix vol.02」ソロでの参加
- ミニアルバム「Three!」/バンド「Grin' spacy」
- オムニバスアルバム「Clip Mix vol.01」/バンド「Grin' spacy」
- セカンドマキシシングル「反撃ノ狼煙」/バンド「Grin' spacy」
- ファーストマキシシングル「unit」/バンド「Grin' spacy」

### ゲーム
- マイクロソフト『E-Ticket』R3役、ジェネリック・パイレート役

### その他
- オービィ横浜　エキシビジョンゾーン「マウンテンゴリラ」ナビゲーター